# Cerkniščica
Cerkniščica este o arie protejată (arie specială de conservare — SAC, sit de importanță comunitară — SCI) din Slovenia întinsă pe o suprafață de 12,8 ha, integral pe uscat.

## Localizare
Centrul sitului Cerkniščica este situat la coordonatele 45°48′35″N 14°29′33″E / 45.8098°N 14.4926°E.

## Înființare
Situl Cerkniščica a fost declarat sit de importanță comunitară în aprilie 2013 pentru a proteja 1 specie de animale. Situl a fost protejat și ca arie specială de conservare în aprilie 2015.

## Biodiversitate
Situată în ecoregiunea alpină, aria protejată nu include niciun habitat protejat.
La baza desemnării sitului se află o specie protejată de  nevertebrate: Austropotamobius torrentium.